# Мандамус
Манда́мус (лат.  mandamus, мы приказываем) — в странах англосаксонской правовой семьи судебное предписание должностному или иному лицу совершить действия, которые оно обязано совершить по закону.
Один из способов защиты прав и свобод человека.

## Примеры
- В Англии суд может использовать мандамус, чтобы приказать полиции отпустить арестанта в рамках Хабеас корпус акта